# Akira Yanase
Akira Yanase (em japonês:  柳瀬 彰良, Yanase Akira; 11 de agosto de 1988) é um jogador de polo aquático japonês.

## Carreira
Yanase integrou a Seleção Japonesa de Polo Aquático que ficou em décimo segundo lugar nos Jogos Olímpicos de 2016.